# Ctenus exlineae
Ctenus exlineae är en spindelart som beskrevs av Peck 1981. Ctenus exlineae ingår i släktet Ctenus och familjen Ctenidae. Inga underarter finns listade i Catalogue of Life.